# Liste des titulaires étrangers de la croix de chevalier de la croix de fer
Voici la liste des titulaires étrangers de la croix de chevalier de la croix de fer, une des plus hautes décorations militaires allemandes de la Seconde Guerre mondiale.
La croix de chevalier de la croix de fer a été attribuée pour une large gamme de motifs et dans tous les rangs, à partir d'un commandant en chef pour son leadership habile sur ses troupes au combat au soldat en bas de classement pour un seul acte de bravoure extrême.
Au total 43 personnes dans l'armée des alliés du Troisième Reich ont reçu la croix de chevalier de la croix de fer. Huit hommes ont également été honorés avec le grade immédiatement supérieur de la croix de chevalier de la croix de fer qui est la croix de chevalier de la croix de fer avec feuilles de chêne (en allemand :Ritterkreuz des Eisernen Kreuzes mit Eichenlaub) et un officier supérieur de la marine, l'amiral Isoroku Yamamoto de la croix de chevalier de la croix de fer avec feuilles de chêne et glaives (en allemand : Ritterkreuz des Eisernen Kreuzes mit Eichenlaub und Schwertern). Parmi les récipiendaires, il y a :
- 18 Roumains ;
- 9 Italiens ;
- 8 Hongrois ;
- 2 Slovaques ;
- 2 Japonais ;
- 2 Espagnols ;
- 2 Finlandais ;
- 1 Belge[note 1],[1] ;
- 3 Français.

## Contexte
L'Oberkommando der Wehrmacht (haut commandement des forces armées) a réalisé des listes des récipiendaires de la croix de chevalier distinctes, une pour chacune des branches militaires de la Wehrmacht, la Heer, la Kriegsmarine), la Luftwaffeet la Waffen-SS. Dans chacune de ces listes un numéro séquentiel unique a été attribué à chaque destinataire. La même numérotation a été appliquée aux grades supérieurs de la croix de chevalier, une liste par grade. Une fois les quatre listes de bénéficiaires de la croix de chevalier établies, elles ont été fusionnées en une seule liste, l'ordre chronologique a été abandonné et transformé en une liste alphabétique des destinataires. « Les destinataires étrangers » n'ont jamais été intégrés dans cette liste et ont été répertoriés séparément des bénéficiaires de la Wehrmacht. Cette liste n'attribue pas un schéma de numérotation pour les différentes listes de « bénéficiaires étrangers ». Deux principes ont été retenus, les bénéficiaires étrangers de la croix de chevaliers de la croix de fer ont été classés par ordre alphabétique et les destinataires des classes supérieures ont été classés par ordre chronologique.
La croix de chevalier de la croix de Fer et ses grades supérieurs étaient fondées sur quatre ratifications séparés. La première ratification Reichsgesetzblatt I S. 1573 du 1er septembre 1939 concerne la croix de fer et la croix de chevalier de la croix de fer. Comme la guerre progressait, quelques-uns des récipiendaires se sont distingués encore plus et un grade supérieur, les feuilles de chêne à la croix de chevalier de la croix de fer, a été institué. Les feuilles de chêne, comme ils étaient communément appelés, étaient fondées sur la loi Reichsgesetzblatt I S. 849 du 3 juin 1940. En 1941, deux classes supérieures de la croix de chevalier sont institusée. La ratification Reichsgesetzblatt I S. 613 du 28 septembre 1941 introduit la croix de chevalier de la croix de fer avec feuilles de chêne et épées et la croix de chevalier de la croix de fer avec feuilles de chêne, épées et diamants. À la fin de 1944, est créée la croix de chevalier de la croix de fer avec feuilles de chêne d'or, épées et diamants (Ritterkreuz des Eisernen Kreuzes mit goldenem Eichenlaub, Schwertern und Brillanten), basé sur la ratification Reichsgesetzblatt 1945 I S. 11 du 29 décembre 19444, conclu les variantes de la croix de chevalier.

## Récipiendaires
Les récipiendaires de la croix de chevalier de la croix de fer sont initialement listés par ordre alphabétique considérant que les destinataires des grades les plus élevés sont initialement par ordre chronologique. Le rang cotées est de rang du destinataire au moment croix de chevalier ou les feuilles du chêne ont été attribuées.
- Un fond mauve avec à l'intérieur un * (astérisque), indique que la croix de chevalier a été accordée à titre posthume.
- Un fond rose indique qu'aucune référence de l'inscription ne peut être trouvée dans le livre de Veit Scherzer Die Ritterkreuzträger Die Inhaber des Ritterkreuzes des Eisernen Kreuzes 1939 von Heer, Luftwaffe, Kriegsmarine, Waffen-SS, Volkssturm sowie mit Deutschland verbündeter Streitkräfte nach den Unterlagen des Bundesarchives

### Récipiendaires de la croix de chevalier de la croix de fer avec feuilles de chêne et glaives
L'attribution de la croix de chevalier avec feuilles de chêne et glaives est basée sur la ratification Reichsgesetzblatt I S. 613 du 28 septembre 1941 pour récompenser ceux des militaires qui avaient déjà reçu le feuilles de chêne à la croix de chevalier de la croix de fer. Yamamoto Isoroku est le seul combattant non allemand d'être honoré de la croix de chevalier avec feuilles de chêne et épées.
| Nom              | Pays  | Grade  | Unité                                               | Date de décoration | Notes                           | Image |
| ---------------- | ----- | ------ | --------------------------------------------------- | ------------------ | ------------------------------- | ----- |
| Isoroku Yamamoto | Japon | Amiral | Commandant en chef de la Marine impériale japonaise | 27 mai 1943*       | Mort au combat le 18 avril 1943 |       |

### Récipiendaires de la croix de chevalier de la croix de fer avec feuilles de chêne
L'attribution de la croix de chevalier avec feuilles de chêne est basée sur la ratification Reichsgesetzblatt I S. 849 du 3 juin 1940.
| Nom                               | Pays     | Grade                                  | Unité                                                             | Date de décoration | Notes                       | Image |
| --------------------------------- | -------- | -------------------------------------- | ----------------------------------------------------------------- | ------------------ | --------------------------- | ----- |
| Mihail Lascar (en)                | Roumanie | Major General (General de divizie)     | 6e division d'infanterie de la 3e armée roumaine                  | 22 novembre 1942   |                             |       |
| Agustín Muñoz Grandes             | Espagne  | Lieutenant General                     | Division Azul (250. Einheit spanischer Freiwilliger)              | 13 décembre 1942   |                             |       |
| Isoroku Yamamoto                  | Japon    | Amiral                                 | Commandant en chef de la Marine impériale japonaise               | 27 mai 1943*       | Epées le 27 mai 1943        |       |
| Corneliu Teodorini (en)           | Roumanie | Brigadier General (General de brigadâ) | 6e division de cavalerie                                          | 8 décembre 1943    |                             |       |
| Petre Dumitrescu                  | Roumanie | Lieutenant General (General de armatâ) | 3e armée roumaine                                                 | 4 avril 1944       |                             |       |
| Mineichi Koga                     | Japon    | Amiral                                 | Chef de la flotte japonaise                                       | 12 mai 1944*       | Mort au combat 31 mars 1944 |       |
| Baron Carl Gustaf Emil Mannerheim | Finlande | Maréchal de Finlande                   | Président et Commandant en chef des forces de défenses finnoises] | 5 août 1944        |                             |       |
| Léon Degrelle                     | Belgique | SS-Sturmbannführer                     | 5. SS-Freiw.-Sturm-Brig. "Wallonien"                              | 27 août 1944       |                             |       |

### Récipiendaires de la croix de chevalier de la croix de fer
L'attribution de la croix de chevalier de la croix de fer est basée sur la ratification Reichsgesetzblatt I S. 1573 du 1er septembre 1939 Verordnung über die Erneuerung des Eisernen Kreuzes (règlement du renouvellement de la croix de fer).
| Nom                                        | Pays      | Grade                                  | Unité                                                  | Date de décoration | Notes                                                      | Image |
| ------------------------------------------ | --------- | -------------------------------------- | ------------------------------------------------------ | ------------------ | ---------------------------------------------------------- | ----- |
| Ion Antonescu                              | Roumanie  | Général                                | Commandant en chef de l'armée roumaine                 | 6 août 1941        |                                                            |       |
| Ugo de Carolis (en)                        | Italie    | Général de division                    | 52e division motorisée Torino italienne                | 9 février 1942*    | Mort au combat 12 décembre 1941                            |       |
| Comte Ugo Cavallero                        | Italie    | Colonel général                        | Chef du commandement suprême italien                   | 14 février 1942    |                                                            |       |
| Léon Degrelle                              | Belgique  | SS-Sturmbannführer                     | 5. SS-Freiw.-Sturm-Brig. "Wallonien"                   | 20 février 1944    | Feuilles de chêne le 27 août 1944                          |       |
| Henri Fenet                                | France    | SS-Hauptsturmführer                    | Bataillon Charlemagne                                  | 29 avril 1945      |                                                            |       |
| Eugène Vaulot                              | France    | SS-Unterscharführer                    | Bataillon Charlemagne                                  | 29 avril 1945      | A détruit 8 chars soviétiques durant la bataille de berlin |       |
| François Appolot,                          | France    | SS-Unterscharführer                    | Bataillon Charlemagne                                  | 29 avril 1945      |                                                            |       |
| Corneliu Dragalina (en)                    | Roumanie  | Lieutenant général                     | 6e Corps d'armée roumain                               | 6 août 1942        |                                                            |       |
| Ioan Dumitrache (en)                       | Roumanie  | Major-général                          | 2e division de montagne roumaine                       | 21 novembre 1942   | [[Fichier::Ioan_Dumitrache.jpg\|100px]]                    |       |
| Petre Dumitrescu                           | Roumanie  | Lieutenant général (General de armatâ) | 3e armée roumaine                                      | 1er septembre 1942 | Feuilles de chêne le 4 avril 1944                          |       |
| Emilio Esteban Infantes                    | Espagne   | Lieutenant général                     | Division Azul (250. Einheit spanischer Freiwilliger)   | 3 octobre 1943     |                                                            |       |
| Carlo Fecia di Cossato (en)                | Italie    | Capitaine de frégate                   | Sous-marin italien Enrico Tazzoli                      | 19 mars 1943       |                                                            |       |
| Italo Gariboldi                            | Italie    | Colonel Général                        | 8e armée italienne                                     | 1er avril 1943     |                                                            |       |
| Gianfranco Gazzana-Priaroggia (en)         | Italie    | Capitaine de corvette                  | Sous-marin italien Archimede                           | 26 mai 1943*       | Mort au combat le 24 mai 1943                              |       |
| Ermil Gheorghiu (en)                       | Roumanie  | Major-général (General de escadrâ)     | État-major général de l'armée de l'air roumaine        | 4 avril 1944       |                                                            |       |
| Fedele di Giorgio (en)                     | Italie    | Lieutenant général                     | 55e division d'infanterie "Savona"" italienne          | 9 janvier 1942     |                                                            |       |
| Agustín Muñoz Grandes                      | Espagne   | Lieutenant général                     | Division Azul (250. Einheit spanischer Freiwilliger)   | 12 mars 1942       | Feuilles de chêne le 13 décembre 1942                      |       |
| Enzo Grossi                                | Italie    | Capitaine de frégate                   | Sous-marin italien Barbargio                           | 7 octobre 1942     |                                                            |       |
| Erik Heinrichs                             | Finlande  | Général d'infanterie                   | Chef d'état-major général de Finlande                  | 5 août 1944        |                                                            |       |
| József Vitéz Heszlényi (en)                | Hongrie   | Field Marshal-Lieutenant               | 3e armée hongroise                                     | 28 octobre 1944    |                                                            |       |
| Nikolaus von Horthy und von Nagybánya      | Hongrie   | Amiral                                 | Commandant en chef de l'armée hongroise                | 10 septembre 1941  |                                                            |       |
| Ioan L. Hristea (en)                       | Roumanie  | Colonel                                | 2e régiment de cavalerie Calarasi' roumain             | 28 mars 1943       |                                                            |       |
| Mihály von Ibrányi (en)                    | Hongrie   | Field Marshal-Lieutenant               | Division de cavalerie hongrois                         | 26 novembre 1944   |                                                            |       |
| Gusztáv Jány                               | Hongrie   | Colonel Général                        | 2e armée hongroise                                     | 31 mars 1943       |                                                            |       |
| Emanoil Ionescu (en)                       | Roumanie  | Major-général                          | Commandant de l'armée de l'air roumain Corpul I Aerien | 10 mai 1944        |                                                            |       |
| Mineichi Koga                              | Japon     | Amiral                                 | Chef de la Flotte                                      | 12 mai 1944*       | Feuilles de chêne le 12 mai 1944                           |       |
| Radu Korne (en)                            | Roumanie  | Colonel                                | 8e division de cavalerie roumain                       | 18 décembre 1942   |                                                            |       |
| Geza Vitéz Lakatos Edler de Csíkszentsimon | Hongrie   | Colonel Général                        | 1re armée hongroise                                    | 24 mai 1944        |                                                            |       |
| Mihail Lascar (en)                         | Roumanie  | Brigadier Général (General de brigadâ) | 1re brigde de montage roumaine Vânători de munte       | 18 janvier 1942    | Feuilles de chêne le 22 novembre 1942                      |       |
| Dezső Vitéz László (en)                    | Hongrie   | Colonel Général                        | 1re armée hongroise                                    | 3 mars 1945        |                                                            |       |
| Horia Macellariu (en)                      | Roumanie  | Amiral                                 | Forces navales roumaines                               | 21 mai 1944        |                                                            |       |
| Augustín Malár (en)                        | Slovaquie | Generálmajor                           | Division rapide slovaque                               | 23 janvier 1943    |                                                            |       |
| Baron Carl Gustaf Emil Mannerheim          | Finlande  | Maréchal                               | Commandant en chef des forces de défense finnoises     | 30 août 1941       | Feuilles de chêne le 5 août 1944                           |       |
| Gheorghe Manoliu (en)                      | Roumanie  | Général de division                    | 4e division de montagne roumaine                       | 30 août 1942       |                                                            |       |
| Giulio Martinat (en)                       | Italie    | Brigadier Général                      | État-major du Corps italien Alpini                     | 3 avril 1943*      | Mort au combat le 26 janvier 1943                          |       |
| Giovanni Messe                             | Italie    | Général de Corps d'armées              | Corps Expeditionnaire Italien en Russie                | 23 janvier 1942    |                                                            |       |
| Béla Vitéz Miklós de Dálnok                | Hongrie   | Field Marshal-Lieutenant               | Corps rapide hongrois                                  | 4 décembre 1941    |                                                            |       |
| Leonard Mociulschi (en)                    | Roumanie  | Major-général                          | 3 division de montagne roumaine                        | 19 décembre 1943   |                                                            |       |
| Agustín Muñoz Grandes                      | Espagne   | Lieutenant général                     | Division Azul (250. Einheit spanischer Freiwilliger)   | 12 mars 1942       | Feuilles de chêne le 13 décembre 1942                      |       |
| Ioan Pălăghiţă (en)                        | Roumanie  | Major                                  | I./94e Régiment d'infanterie roumain                   | 7 avril 1943       |                                                            |       |
| Ioan Mihail Racovita (en)                  | Roumanie  | Général de cavalerie                   | 4e armée roumaine                                      | 8 juillet 1944     |                                                            |       |
| Edgar Rădulescu (en)                       | Roumanie  | Brigadier Général                      | 11e division d'infanterie roumain                      | 3 juillet 1944     |                                                            |       |
| Gheorghe Răscănescu (en)                   | Roumanie  | Major                                  | I./15e Régiment d'infanterie roumain                   | 4 décembre 1942    |                                                            |       |
| Zoltán C. Vitéz Szügyi (en)                | Hongrie   | Colonel                                | Division d'infanterie hongroise Szent László           | 12 janvier 1945    |                                                            |       |
| Nicolae Tătăranu (en)                      | Roumanie  | Major-général                          | 20e division d'infanterie roumain                      | 17 décembre 1942   |                                                            |       |
| Corneliu Teodorini (en)                    | Roumanie  | Colonel                                | 6e division de cavalerie                               | 27 août 1943       | Feuilles de chêne le 8 décembre 1943                       |       |
| Jozef Turanec (en)                         | Slovaquie | Generálmajor                           | Division rapide slovaque                               | 7 août 1942        |                                                            |       |
| Isoroku Yamamoto                           | Japon     | Amiral                                 | Commandant en chef de la Marine impériale japonaise    | 27 mai 1943*       | Feuilles de chêne le 27 mai 1943 Glaives le 27 mai 1943    |       |